# 终守阿勒波
《终守阿勒波》（丹麥語：De sidste mænd i Aleppo，阿拉伯语：‎）是2017年的一部叙利亚内战有关的纪录片。由Feras Fayyad编剧和导演，Kareem Abeed 和 Søren Steen Jespersen制作，记录了战争期间的阿勒颇和白头盔组织。
这部电影获得了2017年圣丹斯电影节的世界纪录片大奖，和2017年第90屆奧斯卡金像獎上获得最佳纪录片的提名。